# LNG

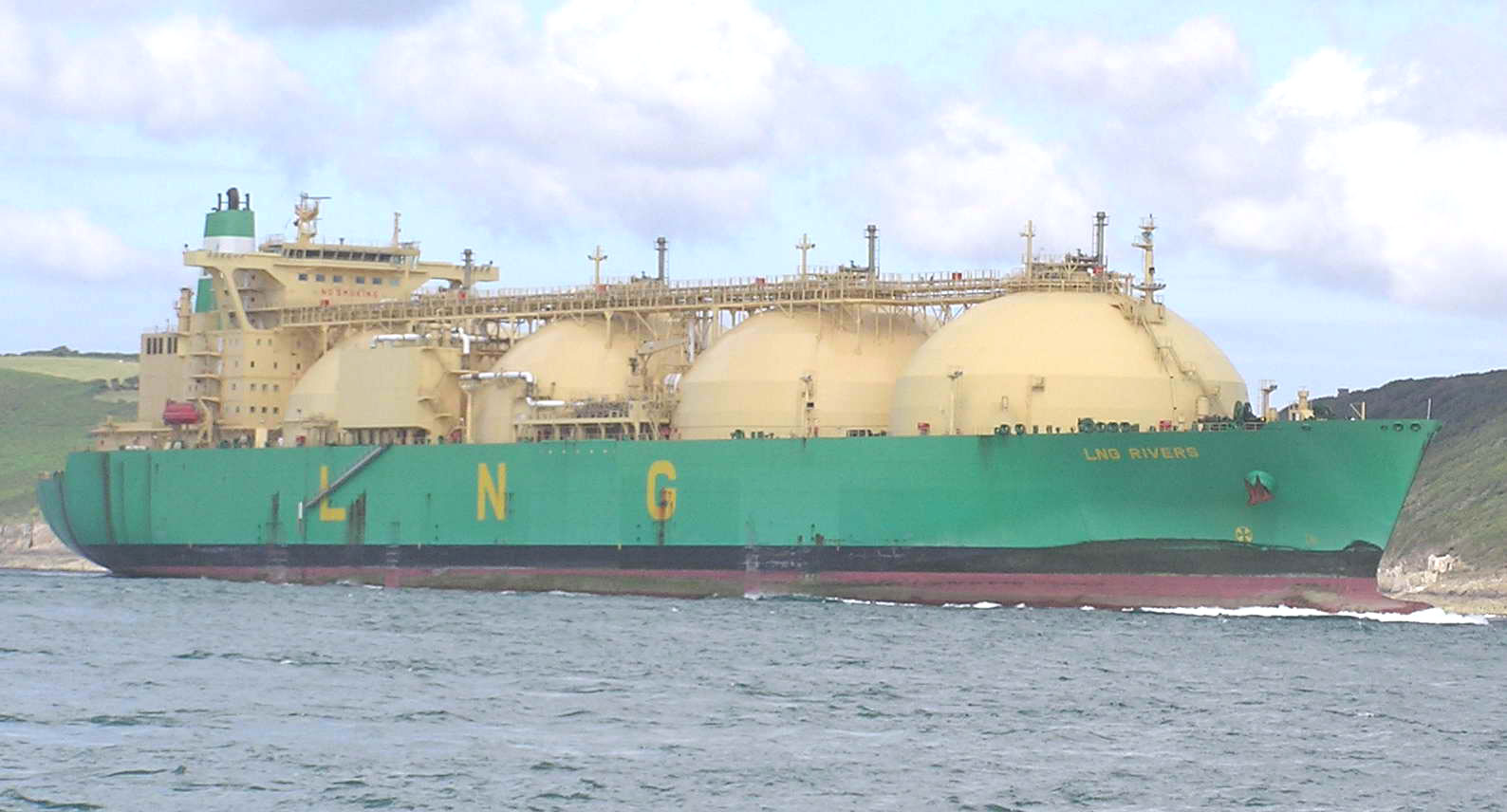
Statek do przewozu LNG

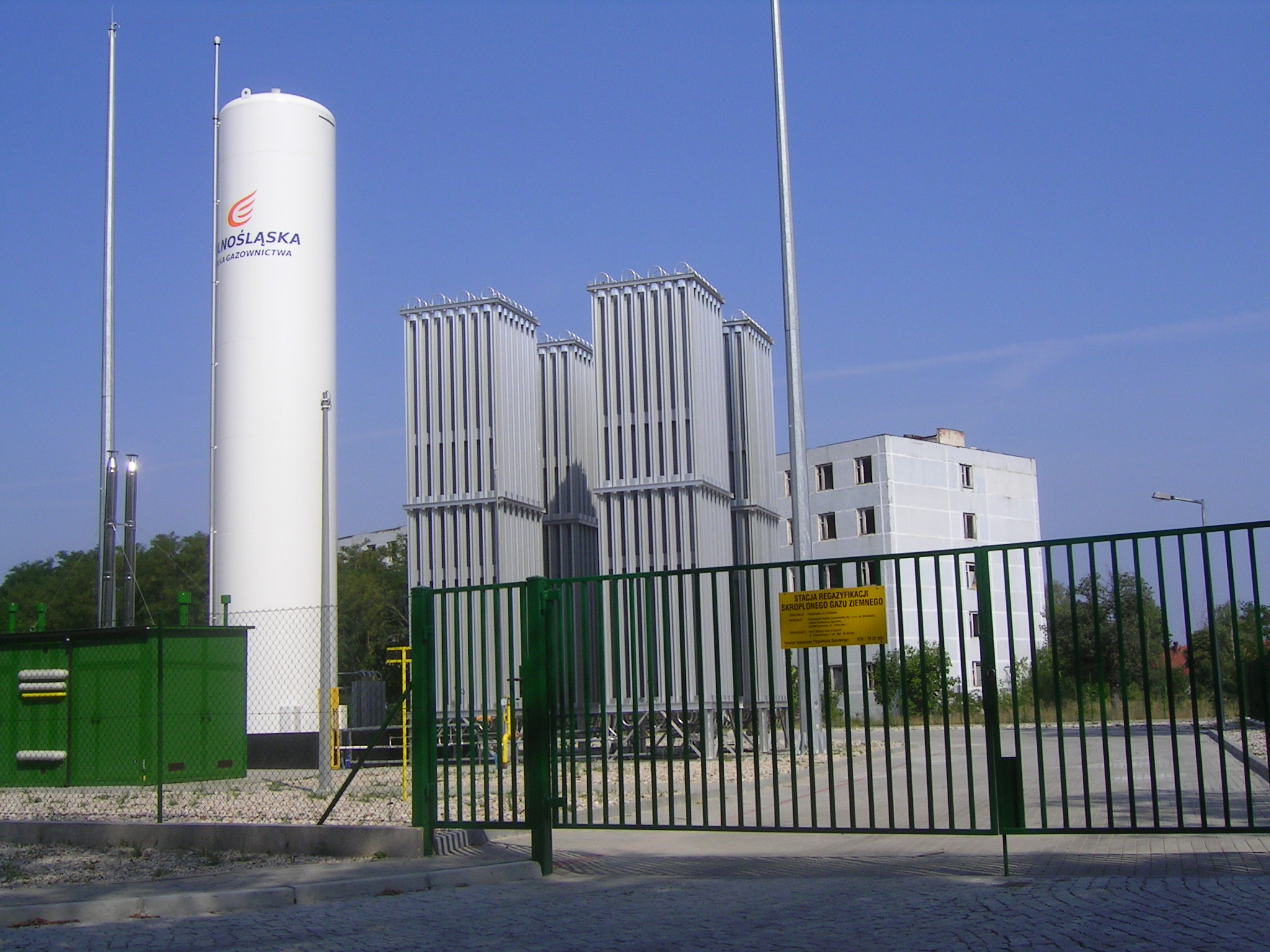
Stacja regazyfikacji skroplonego gazu ziemnego (LNG)

Skroplony gaz ziemny (ang. liquefied natural gas, LNG) – gaz ziemny w ciekłym stanie skupienia, tj. w temperaturze poniżej –162 °C (temperatura wrzenia metanu, głównego składnika LNG). Podczas skraplania objętość zmniejsza się 630 razy, dzięki czemu gęstość energii ciekłego gazu ziemnego wzrasta.
Jedna czwarta gazu ziemnego, którym handluje się na skalę światową, jest transportowana jako ciecz. Skraplanie gazu ziemnego wiąże się z bardzo dokładnym jego oczyszczeniem z dwutlenku węgla, azotu, mieszaniny propanu i butanu, wilgoci, helu itp. Jest to bardzo czyste paliwo o liczbie oktanowej 130. Po powtórnej zmianie na postać gazową pozostaje bardzo niewiele zanieczyszczeń, gaz jest właściwie całkowicie pozbawiony wilgoci. Skroplony gaz ziemny z uwagi na niską temperaturę wymaga zbiornika kriogenicznego.
LNG to gaz ziemny, który został schłodzony do około minus 162 stopni Celsjusza w celu ułatwienia transportu na rynki konsumenckie. Po wydobyciu gaz ziemny zawiera mieszaninę metanu, etanu, propanu i butanu. Te dwa ostatnie są zwykle oddzielane i przechowywane pod niskim ciśnieniem przed sprzedażą jako gaz płynny (LPG). Z drugiej strony LNG składa się głównie z metanu i etanu. Oczyszczanie obejmuje usuwanie kwaśnych gazów i składników, które mogłyby zakłócić proces skraplania. Większość instalacji LNG znajduje się blisko morza, co umożliwia handel eksportowy za pośrednictwem statków żeglugowych. Ciecz jest następnie regazyfikowana po dotarciu do miejsca docelowego, przed wejściem do dystrybucji systemem rurociągów, w celu dostarczenia do użytkownika końcowego. Światowy wolumen handlu LNG osiągnął w 2021 roku ponad 500 miliardów metrów sześciennych.

## LNG jako paliwo dla transportu

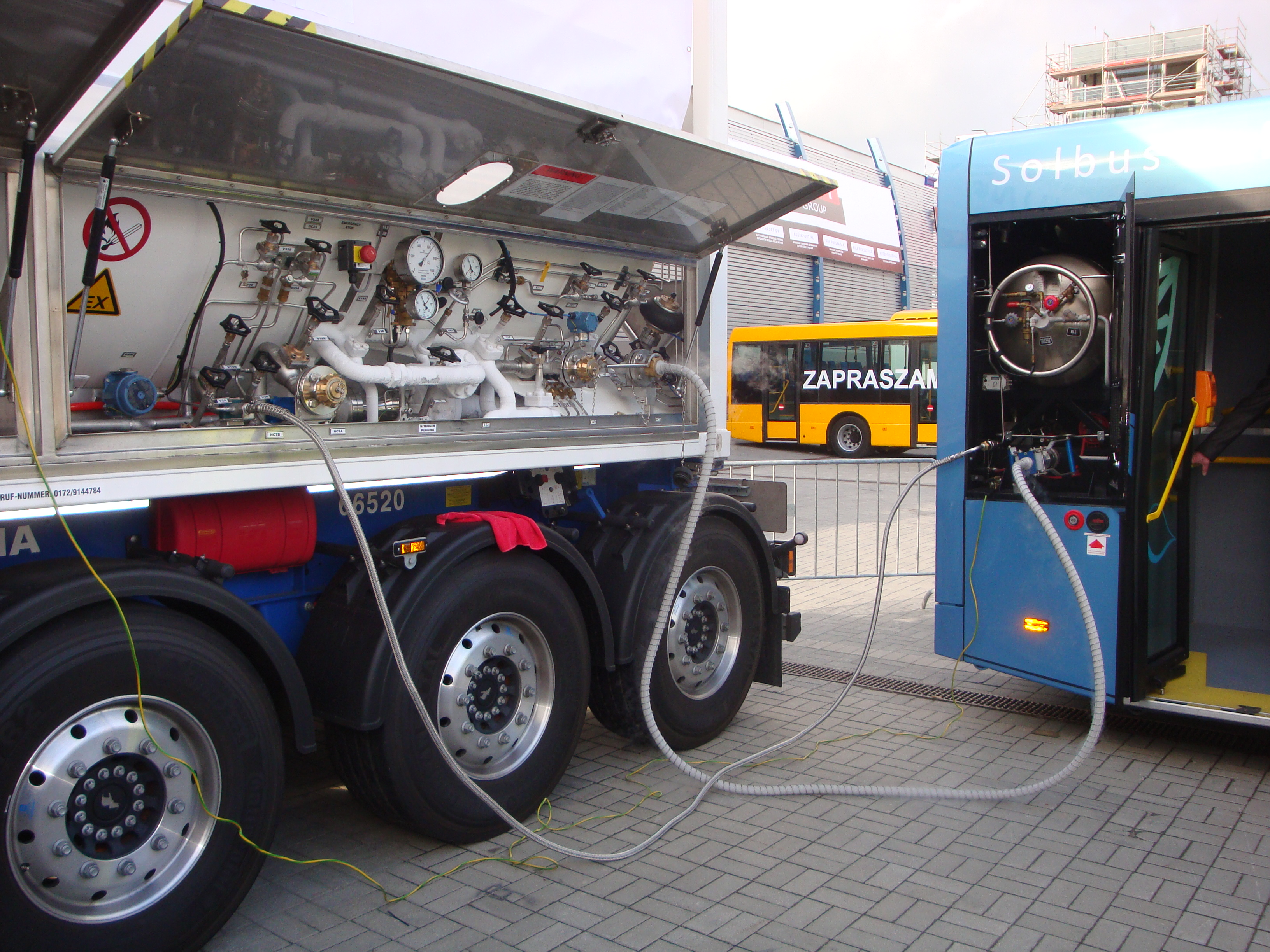
Tankowanie autobusu LNG Solbus Solcity SM12 z mobilnej stacji tankowania Gazprom Germania

Skroplony gaz ziemny jest wykorzystywany również jako paliwo środków transportu, głównie ciężkiego transportu drogowego. Główne zalety tego typu paliwa samochodowego są ekonomiczne oraz ekologiczne. Tego typu zastosowanie jest szeroko wdrażane w USA, gdzie równolegle powstaje infrastruktura do tankowania metanu w postaci ciekłej.
Od niedawna LNG jest wykorzystywany jako paliwo do zasilania jednostek pływających. Przykładem takiego zastosowania jest zbudowany przez Gdańską Stocznię „Remontowa” prom fiordowy zasilany metanem. Ta jednostka pływająca o nazwie projektowej B607 zdobyła prestiżową nagrodę Ekologicznego Statku Roku, przyznaną 16 marca 2010 roku w Kopenhadze w ramach konferencji Green Ship Technology Conference.